# ジョリエット (イリノイ州)
ジョリエット（英: Joliet、英語発音: [ˈdʒoʊli.ɛt/, /dʒoʊliˈɛt/]）は、アメリカ合衆国イリノイ州の都市。ウィル郡の郡庁所在地である。シカゴの南西60kmにあり、シカゴ都市圏に含まれる。人口は15万0362人（2020年）で、州第3の都市である。
1833年の設立時、町はクック郡に含まれていたが、1836年に南部が分離しウィル郡が創設されたため郡庁が置かれた。
市域の一部はケンドール郡に跨っている。

## 歴史
1833年、ブラック・ホーク戦争が終わった後、チャールズ・リードがデスプレインズ川西岸に丸太小屋を建てた。1834年、運河委員会の財務官ジェイムズ・B・キャンベルが川の対岸で「ジュリエット」村の区画を決め、この名前はキャンベルが到着する前に地元の開拓者が呼んでいたものだった。1837年の不況直前にジュリエットは村として編入されたが、間もなく住民が税金を軽減して貰うために編入を取り下げるよう州に請願した。1845年、住人が集落の名前を「ジュリエット」から「ジョリエット」に変更した。1852年には市制が布かれた。ジョリエットという名前はフランス系カナダ人探検家ルイ・ジョリエ（Louis Jolliet）から採って変えた（綴りの"l"が1つ落ちた）ものだった。ジョリエは1673年にジャック・マルケット神父と共にデスプレインズ川を漕ぎ上り、現在のジョリエットから数マイル南にある巨大なマウンドの所で宿営した。この地域をジョリエットが探検したときに作った地図では、現在のジョリエット市南西隅に大きな丘あるいはマウンドが描かれている。全体が粘土でできているこの丘はマウンド・ジョリエと名付けられた。この丘は初期開拓者によって掘削され、現在は窪みになっている。この窪みの跡が現在のロックデイルの町になっている。

## 地理
ジョリエットは北緯41度31分21秒 西経88度08分26秒 / 北緯41.52250度 西経88.14056度に位置する。
アメリカ合衆国国勢調査局に拠れば、市域全面積は38.35平方マイル (99.3 km2)、このうち陸地は38.06平方マイル (98.6 km2)、水域は0.29平方マイル (0.8 km2)で水域率は0.76％である。市域の拡がりとしてスプロール現象を起こしており、9つのタウンシップに拡がる不規則な形になっている。このことではイリノイ州の他の都市よりもタウンシップの数が多い。このタウンシップとはウィル郡内のジョリエット、プレインフィールド、トロイ、ニューレノックス、ジャクソン、シャナホンとロックポート、ケンドール郡内のナ・オ・セイとスワードである。ジョリエットはその中心街がデスプレインズ川に面する川の町である。州間高速道路80号線を東あるいは西から動くと、しばらく平坦な道が続いた後で、急に川に向かって降りていくことになる。このために道路から北を見るとジョリエット中心街が大きく見えることになる。ジョリエットの町はデスプレインズ川の西岸と東岸をそれぞれ「ウェストサイド」、「イーストサイド」と呼び習わしてきた。両岸の大きさは長い間ほぼ等しかったが、20世紀後半になってから西側の拡張が始まった。中心街の多くの店や企業がそこを離れ、西側で賑わうようになった住宅開発地区に移った。多くの店舗は駐車場が多くアクセスに便利な西側の新しいショッピングセンターに移った。今日ジュリエットには「ウェストサイド」と極「ウェストサイド」がある（ケンドール郡内に入っている市域を含む）。このことで新しく「セントラル・ジョリエット」という呼び方が生まれ、基本的にデスプレインズ川西岸で州間高速道路55号線の西側全てを指すようになった。

### 水路
ジョリエットの中心はデスプレインズ川周辺で発展してきたが、実際にはデスプレインズ川とデュページ川双方に跨って拡がってきた。市域内にはヒッコリー・クリーク、スプリング・クリーク、歴史あるイリノイ・ミシガン運河、ジャクソン・クリークおよびオ・サーブル・クリークなど幾つかの水路が横切っている。チェイス湖、ジューコ湖、ミシガン湖浜、ブランドン道路採石場およびレジャー湖など小さな湖や水域もある。

## 人口動態
2008年7月1日時点で、ジュリエットは人口でアメリカ合衆国の159位の都市だった。
以下は2000年の国勢調査による人口統計データである。
| 基礎データ - 人口: 106,221人（2008年では152,812人） - 世帯数: 36,182世帯 - 家族数: 25,399家族 - 人口密度: 1,077.6人/km2（2,790.9人/mi2） - 住居数: 53,312軒 - 住居密度: 387.3軒/km2（1,003.1軒/mi2） 人種別人口構成 - 白人: 54.2%（84,742人） - アフリカン・アメリカン: 17.0%（26,633人） - ネイティブ・アメリカン: 0.28% - アジア人: 1.14% - 太平洋諸島系: 0.02% - その他の人種: 8.97% - 混血: 2.09% - ヒスパニック・ラテン系: 25.2%（39,405人） 年齢別人口構成 - 18歳未満: 29.5% - 18-24歳: 10.1% - 25-44歳: 33.1% - 45-64歳: 16.3% - 65歳以上: 11.0% - 年齢の中央値: 31歳 - 性比（女性100人あたり男性の人口） - 総人口: 98.2 - 18歳以上: 95.3 | 世帯と家族（対世帯数） - 18歳未満の子供がいる: 38.8% - 結婚・同居している夫婦: 51.9% - 未婚・離婚・死別女性が世帯主: 13.3% - 非家族世帯: 29.8% - 単身世帯: 24.7% - 65歳以上の老人1人暮らし: 10.0% - 平均構成人数 - 世帯: 2.81人 - 家族: 3.39人 以下の収入データは2007年の推計である。 収入と家計 - 収入の中央値 - 世帯: 47,761 米ドル - 家族: 55,870米ドル - 性別 - 男性: 41,909米ドル - 女性: 29,100米ドル - 人口1人あたり収入: 19,390米ドル - 貧困線以下 - 対人口: 10.8% - 対家族数: 7.7% - 18歳以下: 13.5% - 65歳以上: 8.2% |

2000年4月1日から2008年7月1日まで、ジョリエットはアメリカ合衆国中西部では人口成長率最大であり、アメリカ合衆国では人口10万人以上の編入住み地域で18位だった。

## 経済
ジョリエットは、中西部の多くの工業都市と同様、経済不況を経験し、1980年代初期には失業率25％に達した。ジョリエットがシカゴ都市圏に近いことで幾らかは救われた。鉄鋼の町という位置付けから準郊外に変わってきている。この地域への新しい移民の大半はジョリエットに住むために移ってきており、隣接するクック郡やデュページ郡の中で働くことを選んでいる。中心街は一度は廃れたが、全体的な再活性化が進行中である。ジョリエット市内中心部で呼び物といえば、ハラーズ・カジノ・アンド・ホテル、野球のジョリエット・ジャックハンマーズ（シルバークロス野球場）および「ジョリエットの宝石」と言われるリアルトスクエア劇場がある。この劇場は世界でも最も美しい劇場10傑に入っている。ケヴィン・ベーコンの主演した1999年の映画『エコーズ』では、リアルトスクエア劇場（ベイコンが催眠術で映画の画面に"Dig"という言葉をみるシーン）とウェスタン・アベニューとセンター通りの角（ケヴィン・ベーコンの家の前を見せた後のシーン）が撮影された。この映画はシカゴを舞台にしているが、ジョリエットはシカゴのサススサイドと外観が似ており、シカゴのような都会よりも撮影が容易だった。

## ランドマーク
ジョリエットのランドマークとしては、地域歴史博物館とルート66観光案内所、さらにはシカゴランド・スピードウェイとルート66スピードウェイがある。有名なジョリエット刑務所（現在は閉鎖中）が中心街に近くコリンズ通りにあり、テレビ番組『プリズン・ブレイク』に登場した。1980年の映画『ブルース・ブラザース』でも冒頭シーンに使われた。主役の"ジョリエット"・ジェイク・ブルース役でジョン・ベルーシ、"エルウッド"・ブルース役でダン・エイクロイドが出演した。デイリークィーンの最初のドライブインもジョリエットにあった。ジョリエット武器庫（現在はエイブラハム・リンカーン国立墓地とマイドウィン国立トールグラス・プレーリー）は近くのエルウッドにある。イリノイ州の主要刑務所であるステートビル矯正センターは近くのクレストヒル市内にある。アル・カポネの行きつけの場所で映画館であるリアルトスクエア劇場は中心街のシカゴ通りにある。シャナホンとロックデイル近くのエンプレス・カジノとハラーズ・カジノ・アンド・ホテルという2つの川舟カジノが中心街にある。市内に2つもカジノがあるのはイリノイ州で唯一である。多くのレストランや店舗もあり、ウェストフィールド・ルイス・ジョリエット・モールはアメリカ国道30号線と州間高速道路55号線の交差点近くにある。
シカゴ通りとクリントン通りの北東角には、歴史ある公会堂がある。G・ジュリアン・バーンズが設計し1891年に石灰岩で建設されており、宗教と民間商業用途を組み合わせた最初の建物として議論を呼んだ。
サウスイースタン・アベニュー20にあるジェイコブ・A・ヘンリー邸宅は三階建て、赤煉瓦の第2帝政・イタリアルネッサンス様式建築であり、1873年にジョリエットの石灰岩を使って建設された（完工は1876年）。構造は基盤の上に乗っており、地階全体が施主の石切場から採取した石灰岩で造られている。壁はイリノイ赤砂岩であり、オハイオ州で特別に焼かれた深い赤色の煉瓦が使われた（煉瓦は個々に包まれてバージで運ばれた）。通りを見下ろす3階の塔がこの建築の焦点である。二重勾配の屋根に鋼の飾り枠のあるスレートの屋根板となっている。正面と側面のポーチは石灰岩の一枚厚板でできている。正面玄関した側道には石切場で切り出された最大の石が使われている。この石は縦9インチ (23 cm)、横22インチ (55 cm)、厚さ20インチ (50 cm) ある。1885年、南ファサードに巨大なビザンチン様式ドームが追加された。内装としては丁寧に磨き込まれたクルミ材木工品が使われており、量感のある彫刻を施されたポケットドア、オリジナルな木製マントル、中実のクルミ材階段などがある。最初の所有者ヘンリーはインディアナ州、オハイオ州およびイリノイ州で鉄道を建設した鉄道大立て者だった。土地の石切場を所有し、ウィル郡国定銀行の主要株主だった。この邸宅は1876年にフィラデルフィアで行われたアメリカ建国100周年祝典で建築賞を受賞し、現在でもイリノイ州で残っているルネッサンス復古調建築の最大かつ最善の例となっている。建物はイーストサイド国定地区で個々の建物が登録されている中でのランドマークとなっている。

## スポーツ
ジョリエットのニックネームの一つに「チャンピオンの都市」がある。このニックネームは、ジョリエット・タウンシップ高校と小学校の楽隊が何十年間にもわたって国内のタイトルを取ったことから付けられた。
ジョリエットには中央、西およびカトリックの3つの高校があり、それぞれがスポーツを振興している。ジョリエット・カトリック・アカデミーはアメリカンフットボールの強豪であり、州内のタイトルでは2009年までに13回と最多を誇っている。
ジョリエットはマイナーリーグ野球ノーザンリーグに所属するチームのジョリエット・ジャックハンマーズが本拠地にしている。
ジョリエットにあるシカゴランド・スピードウェイでは、毎年NASCARの試合を開催している。大きな大会があるときは市内の人口が2倍以上にもなる。シカゴランド・スピードウェイに隣接してルート66レースウェイがあり、ナショナル・ホットロッド協会（改造車レース）の行事がある。ジョリエット中央高校は代替燃料車を造ることでルート66レースウェイの行事に積極的に関わっている。アウトバーン・カントリークラブもジョリエットにあり、2009年以来SCAAワールドチャレンジ、アトランティック・チャンピオンシップおよびスター・マツダ・チャンピオンシップを開催している。

## 公園とレクリエーション
市内には以下の4つのゴルフコースがある。
- インウッド・ゴルフコース
- ウッドラフ・ゴルフコース
- ウェッジウッド・ゴルフコース
- ジョリエット・カントリークラブ

他にブロードウェイ通りに近いホーンテッド・トレイル沿いに2つのミニチュアゴルフコースがある。またスプラッシュ・ステーションと呼ばれる水上公園もある。

## 教育

### 高等教育機関
- ジョリエット・ジュニアカレッジ、国内最初のコミュニティ・カレッジ
- セントフランシス大学
- ラスムッセン・カレッジ - ロメオビルとジョリエット地区
- ルイス大学 - ロメオビルとジョリエット地区

### 高校
- ジョリエット中央高校
- ジョリエット東高校（閉校、現在はジョリエット職業訓練校）
- ジョリエット西高校
- ジョリエット・カトリック・アカデミー
- プレインフィールド南高校

## インフラ

### 市域
ジョリエットの市域は次のように伸びている
- 北: レンウィック道路
- 南: ノエル道路
- 東: ヒギンボザム森
- 西: グローブ道路

### 交通
ジョリエットはシカゴ中心から南西に64キロメートルにあり、歴史的なイリノイ・ミシガン運河の主要港として発展した。エルジン・ジョリエット・アンド・イースタン鉄道が1850年代に開通し、アッチソン・トピカ・アンド・サンタフェ鉄道も間もなく続いた。道路は1926年にアメリカ国道66号線が開通した。他にもアメリカ国道6号線（リパブリック・ハイウェイのグランドアーミー）、同30号線（リンカーン・ハイウェイ）、同45号線、同52号線が市内を通っている。1960年代には州間高速道路55号線と州間高速道路80号線が開通した。ジョリエットの市章には「アメリカ中部の交差点」という言葉が入っているが、55号線と80号線が交差していることを意味している。

#### 鉄道
ジョリエット駅はシカゴからのメトラ鉄道線で終着駅であり、シカゴユニオン駅からヘリテージ・コリダー線、およびラサール通り駅からのロックアイランド地区線が来ている。3つめの鉄道線であるオヘア・トランスファーからのSTAR線でも終着駅になっている。アムトラックの長距離列車も停車する。2014年から2018年にかけて改良工事が実施され、乗り場が東側に移設された。駅舎も東側に新設され、西側の旧駅舎は閉鎖された。駅の公式名称は「ジョリエット交通センター」（en:Joliet Transportation Center）に変更された。

#### 空港
ジョリエット地域空港が州間高速道路55号線に地階ジェファーソン通りにある。ルイス大学空港は近くのロメオビル村の北部にあり、ジョリエット地域空港管区が所有している。

#### 道路

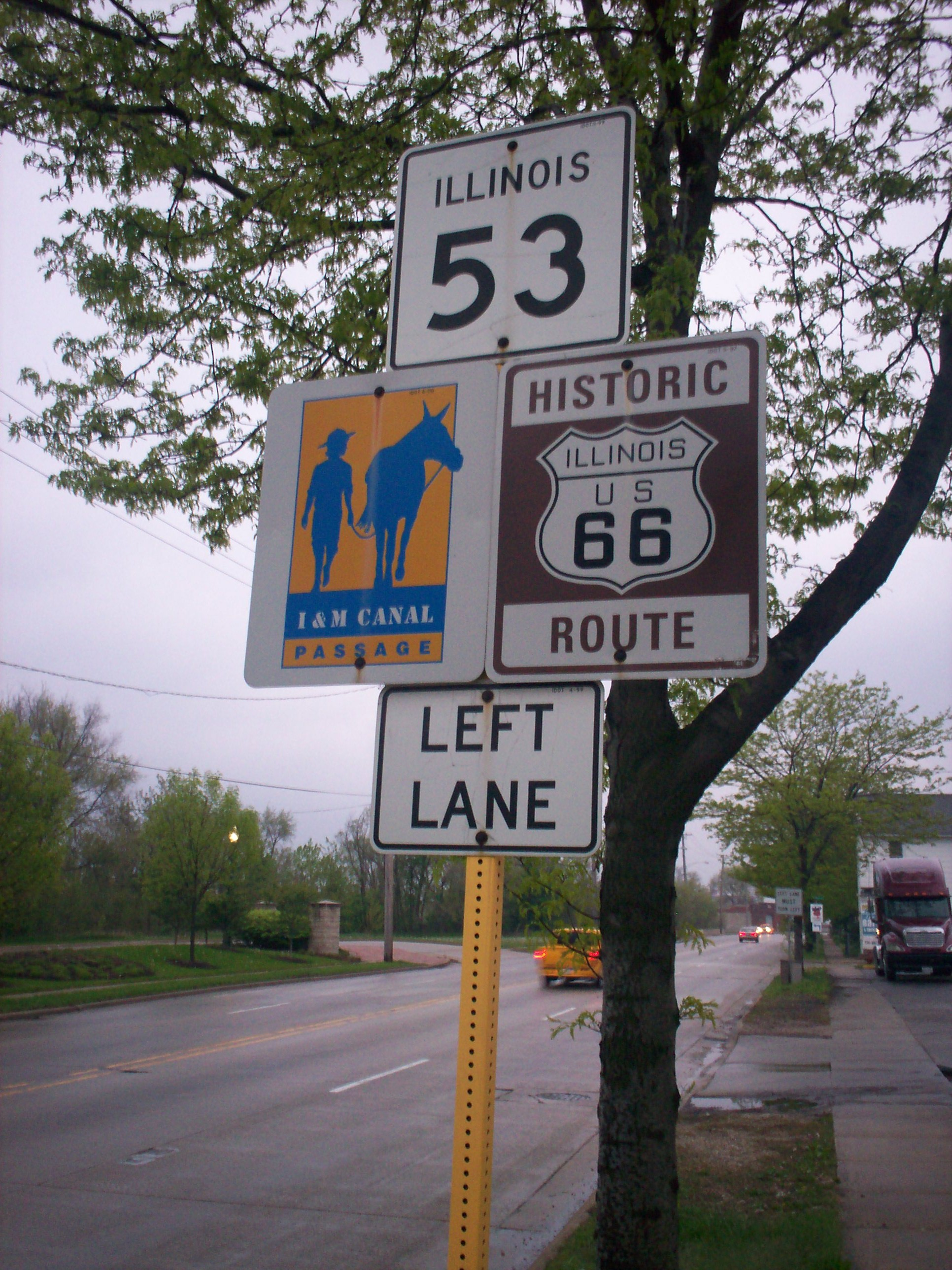
国道53号線、国道66号線およびイリノイ・ミシガン運河がセオドア通りの直ぐ南で重なる

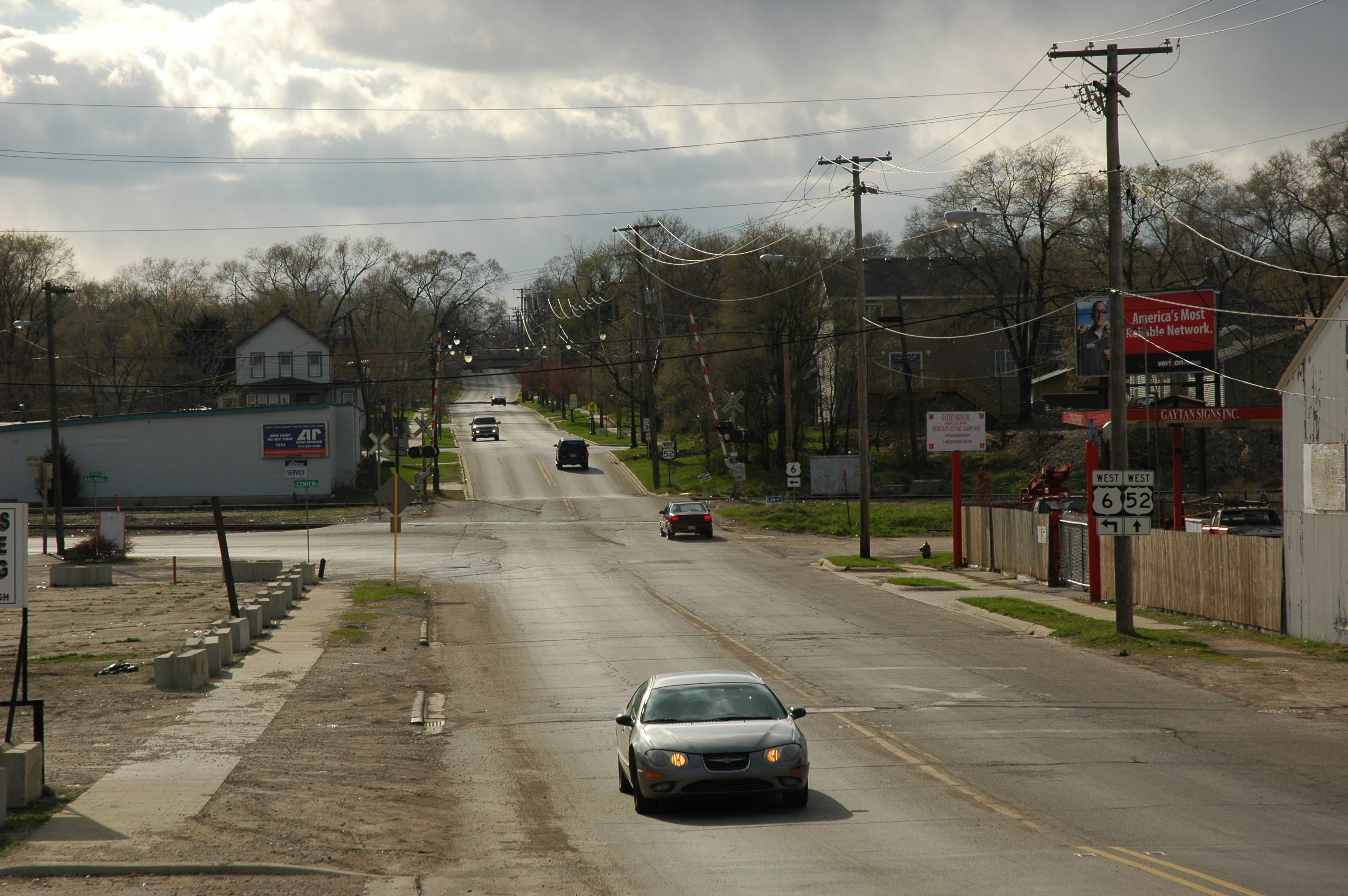
国道6号線と国道52号線、ジョリエットの南西部

- 州間高速道路55号線
- 州間高速道路80号線
- アメリカ国道66号線
- アメリカ国道52号線
- アメリカ国道30号線
- アメリカ国道6号線

### 病院
市域内には2つの大病院がある。ウェストサイドのプロベナ・セイント・ジョセフ医療センターとイーストサイドのシルバークロス病院である。2008年1月にはアドベンチスト・ボーリングスブルック病院がウィル郡内に開院した。2008年9月、シルバークロス病院がニューレノックスに新しい病院を造るためにこれまでの病院を解体した。新病院は2012年開院を予定している。

## 宗教
ジョリエット市公式サイトには次のように書かれている。

ジョリエットは信仰面で多様化した社会であり、60以上の宗派が150以上の教会、シナゴーグおよび礼拝堂で礼拝を行っている。その精神的な支えに加えて、ロマネスク、ゴシック、ビザンチンおよびルネッサンス様式建築の地域内でも優れた例を提供している。ジョリエットの精神社会は新参の者も暖かく迎え、礼拝や宗教教育の機会を提供している。

## 著名な住人
- チャーリー・アダムズ（1954年-）、バンド「カメレイオン・アンド・ヤンニ」のドラマー、アメリカ自閉症協会のスポークスマン
- マイク・オルストット（1973年-）、元NFLアメリカンフットボール選手
- アン・バノン（1932年-）、パルプ小説作家
- ジェシー・バーフィールド（1959年-）、元MLBメジャーリーグベースボール選手
- ジョン・バロウマン（1967年-）、スコットランド出身の歌手、俳優、ダンサー、ミュージカル俳優、メディアパーソナリティ
- ノラ・ベイズ（1880年-1928）、歌手、コメディアン、女優
- ジョン・ベック（1943年-）、俳優
- ケビン・キャメロン（1979年-）、メジャーリーグベースボール選手
- ジョディ・カーライル（1960年-）、女優
- ジミー・チェンバレン（1964年-）、ドラマー、作詞家、プロデューサー、 元スマッシング・パンプキンズ所属
- タイラー・クリストファー（1972年-）、俳優、テレビドラマ『ジェネラル・ホスピタル』出演で知られる
- アドリアンヌ・カリー（1982年-）、モデル、America's Next Top Modelの初代受賞者として知られる
- ロイス・デランダー（1911年-1985年）、1927年ミス・アメリカ
- アンディ・ディック（1965年-）、コメディアン、俳優、音楽家、テレビと映画のプロデューサー
- ジャニナ・ガバンカー（1980年-）、女優、音楽家
- マーク・グラント（1963年-）、元メジャーリーグベースボール選手
- ラリー・グラ（1947年-）、メジャーリーグベースボール選手
- カスリン・ヘイズ（1933年-）、女優
- ジョン・ヒューボルト（1919年-）、宇宙工学者、月周回軌道ランデブーと呼ばれた月探査計画を推進したとされる
- ローレンス・ジェンコ（1934年-1996年）、ローマ・カトリック司祭、著作家、1985年1月にベイルートで捕虜になり564日間囚われていた。
- ロジャー・カッファー（1927年-2009年）、ローマ・カトリックジョリエット教区の司祭補（1985年-2002年）
- モート・コンドラッケ（1939年-）、政治評論家、ジャーナリスト
- マーク・ライター（1963年-）、元メジャーリーグベースボール選手
- メルセデス・マッケンブリッジ（1916年-2004年）、映画とラジオの女優、映画『オール・ザ・キングスメン』に出演して1949年アカデミー賞最優秀助演女優賞を獲得
- ジョン・フレモント・マカルー（1871年-1963年）、デイリークィーンの共同設立者、第1店舗を1940年位ジョリエットで開店した
- ジョージ・マイカン（1924年2005年）、"ミスター・バスケットボール"と言われた、バスケットボールの殿堂入り、NBA50周年でオールタイムチーム入り
- ドン・マレー（1904年-1929年）、ジャズ・クラリネットとサキソフォン奏者
- アン・ネスビー（1950年-）、R&B、ゴスペル、ダンス音楽の歌手、作詞家、女優、元サウンズ・オブ・ブラックネスのリードシンガー
- ロバート・ノバーク（1931年-2009年）、元全国紙コラムニスト、テレビのパーソナリティ、著作家、保守派政治評論家
- エリック・パーカー（1979年-）、元NFLアメリカンフットボール選手
- ラリー・パークス（1914年-1975年）、元舞台と映画の俳優
- フランク・パーコンテ（1917年-）、第二次世界大戦でイージー中隊下士官、HBO/BBCのテレビ番組バンド・オブ・ブラザースで題材となった
- ダグ・ピニック（1950年-）、ベースギター奏者、作詞家、King's Xのリードボーカル
- ロジャー・パウェル（1983年-）、プロのバスケットボール選手
- アダム・ラップ（1968年-）、小説家、戯曲家、映画脚本家、映画制作者、音楽家
- アンソニー・ラップ（1971年-）、舞台と映画の俳優、歌手
- フィリス・レイノルズ・ネイラー（1933年-）、児童文学と青年向け小説の作者
- ライオネル・リッチー（1949年-）、グラミー賞を受賞した歌手、作詞家、レコードプロデューサー
- ダニエル・ルーティガー（1948年-）、自己啓発論説家、元ノートルダムでアメリカンフットボール選手、映画『ルディ/涙のウイニング・ラン』にヒントを与えたことで知られる
- タマラ・シューダ（1969年-）、ケメティック正教会とハウス・オブ・ネットジャーの設立者、現主宰者
- ビル・スダキス（1946年-）、元メジャーリーグベースボール選手
- エドウィン・ウェイ・ティール（1899年-1980年）、自然科学者、写真家、ピューリッツァー賞受賞作家
- トム・セイアー（1961年-）、元NFLアメリカンフットボール選手
- リン・シグペン（1948年-2003年、トニー賞受賞の舞台とテレビの女優
- オードリー・トッター（1918年-）、女優、MGM契約スター
- アランド・タッカー（1984年-）、プロのバスケットボール選手
- ウィリアム・コーネリアス・ヴァン・ホーン（1843年-1915年）、カナダの先駆的鉄道事業家
- ビンス・ビーラフ（1970年-）、俳優

### バンド
- ファイブポイント・O、元オルタナティブ・ロック・グループ（活動期間1999年-2003年）
- ハイト・オブ・ローマン・ファッション、2004年結成のロックバンド、テーマソングはInked.